# ボールドウィン・ストリート

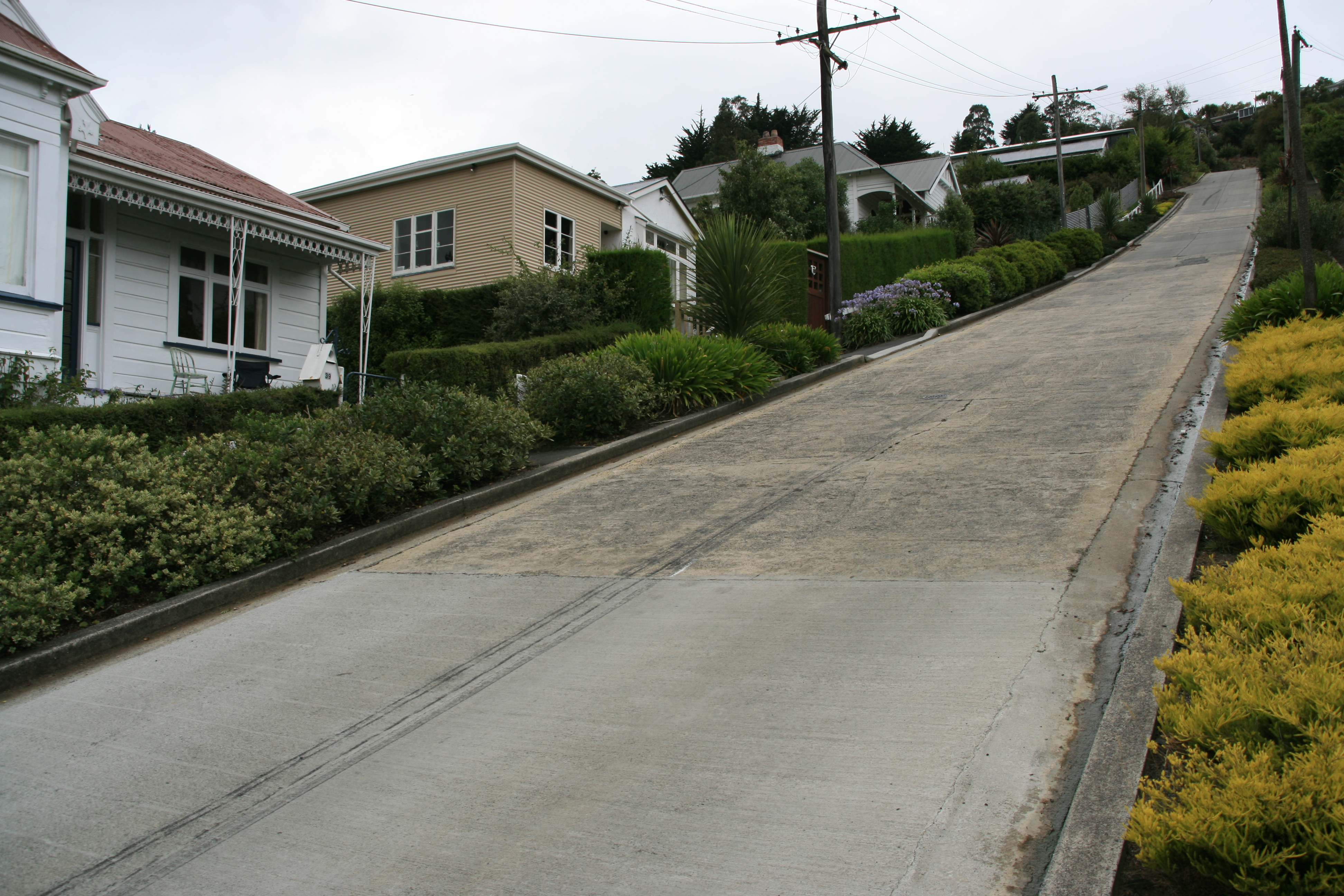
ボールドウィン・ストリートの最大勾配部分

ボールドウィン・ストリート（Baldwin Street）は、ニュージーランド南部の都市ダニーデン郊外の住宅地にある街路（ストリート）。最大勾配は約35%で、ギネスブックに「世界一急な街路」（the steepest street in the world）として認定されている。

## 地理

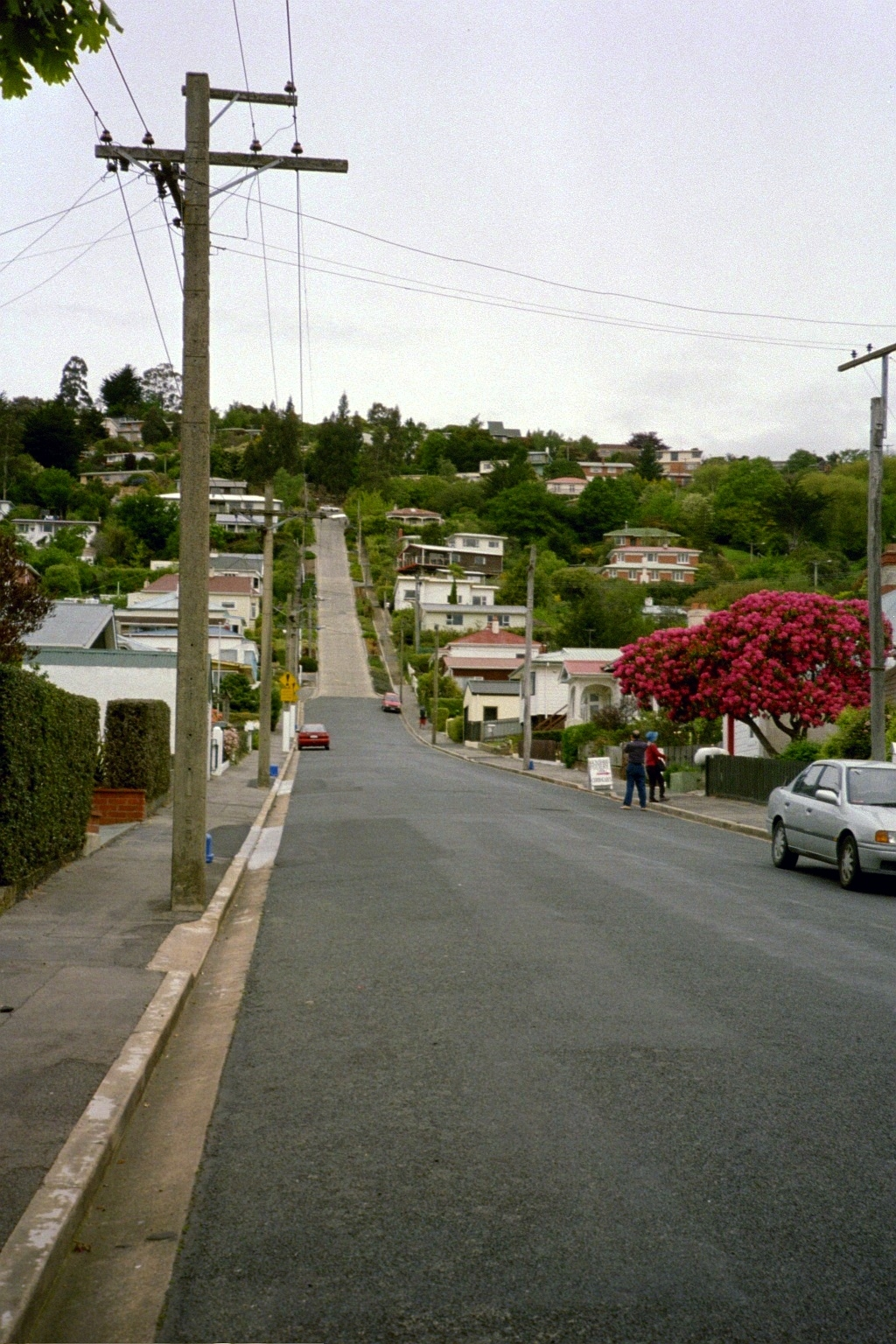
麓側から見たボールドウィン・ストリート全景

ボールドウィン・ストリートは、ダニーデン市の中心部から3.5km東北、ノース・イースト・バレー (North East Valley) 地区にある。地区の幹線であるノースロードから東南方向に分かれる全長350mの直線道路で、シグナル・ヒル (Signal Hill, New Zealand) 上のオポホ地区 (Opoho) 方面へ向かって上っている。
ノースロードに接続する麓側は比較的緩やかであるが、半ばを過ぎたあたりからの頂上側161.2m区間で高低差47.22mの急坂になっている。最大勾配は35%（傾斜角19°）、1:2.86（2.86m進むごとに高さが1m上がる割合）。この最大勾配区間が実に70.6mにわたって続くのがボールドウィン・ストリートの特色である。街路全体でも、ノースロードから分岐する海抜30mの地点から頂上の海抜100m地点まで高低差が70mあり、平均勾配は20%を超えている。
ボールドウィン・ストリートの麓側はアスファルトで舗装されているが、頂上側はコンクリート舗装となっている。これは維持管理の都合によるもので、アスファルトでは気温が高い日にタールが急傾斜によって流れてしまうためである。また、冬季の安全性を確保するためでもある。
末端（頂上）は一見クルドサック（袋小路）状になっているが、ブキャナン・ストリートと呼ばれる細い道と交差した丁字路になっている。ボールドウィン・ストリートと並行するコルダー・アベニューとアーノルド・ストリートの末端からはさらに上に未舗装の小道が続いており、ブキャナン・ストリートはこれらの上部を結んでいる。

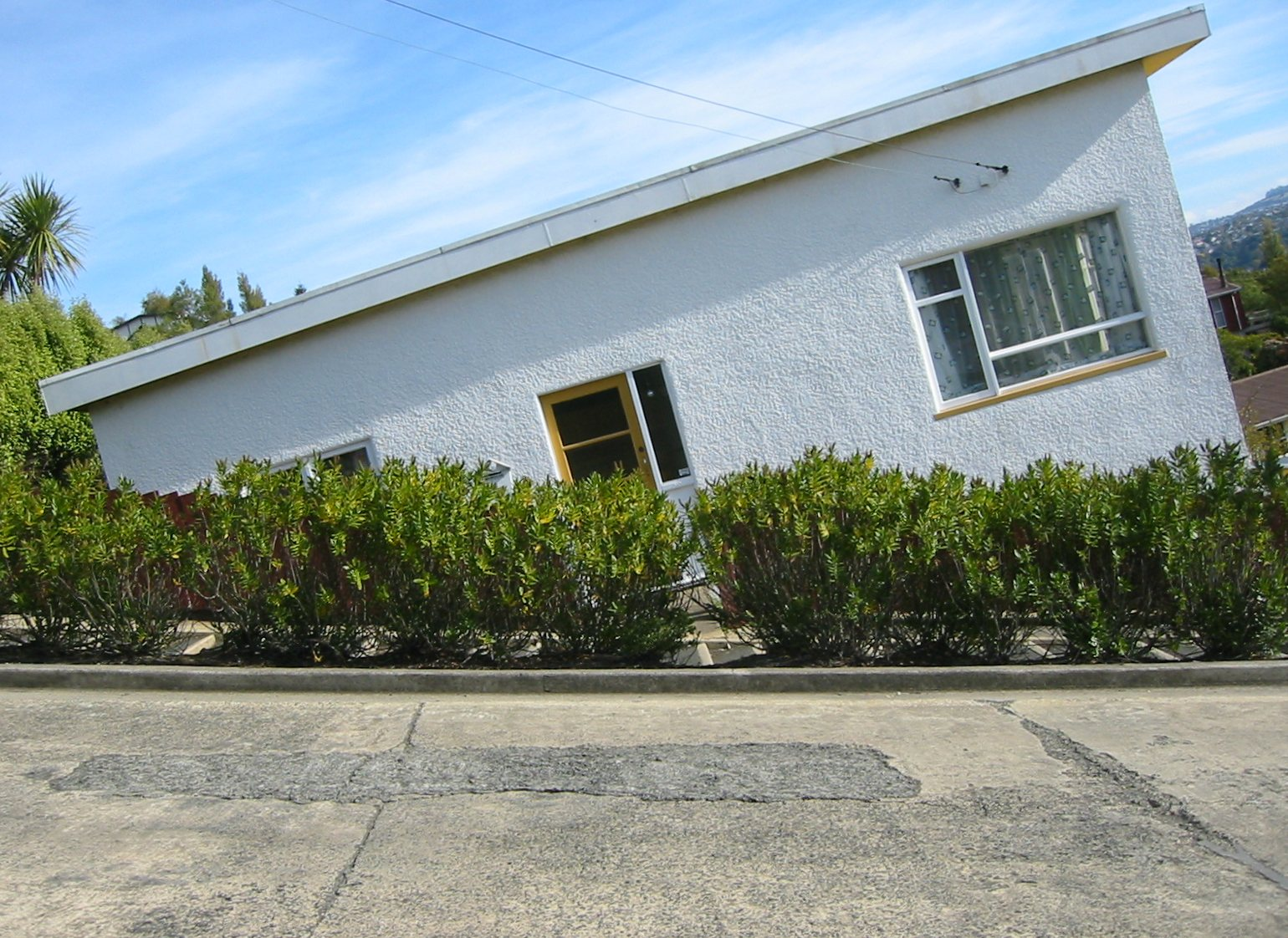
道路面の傾斜に基準を置いた写真
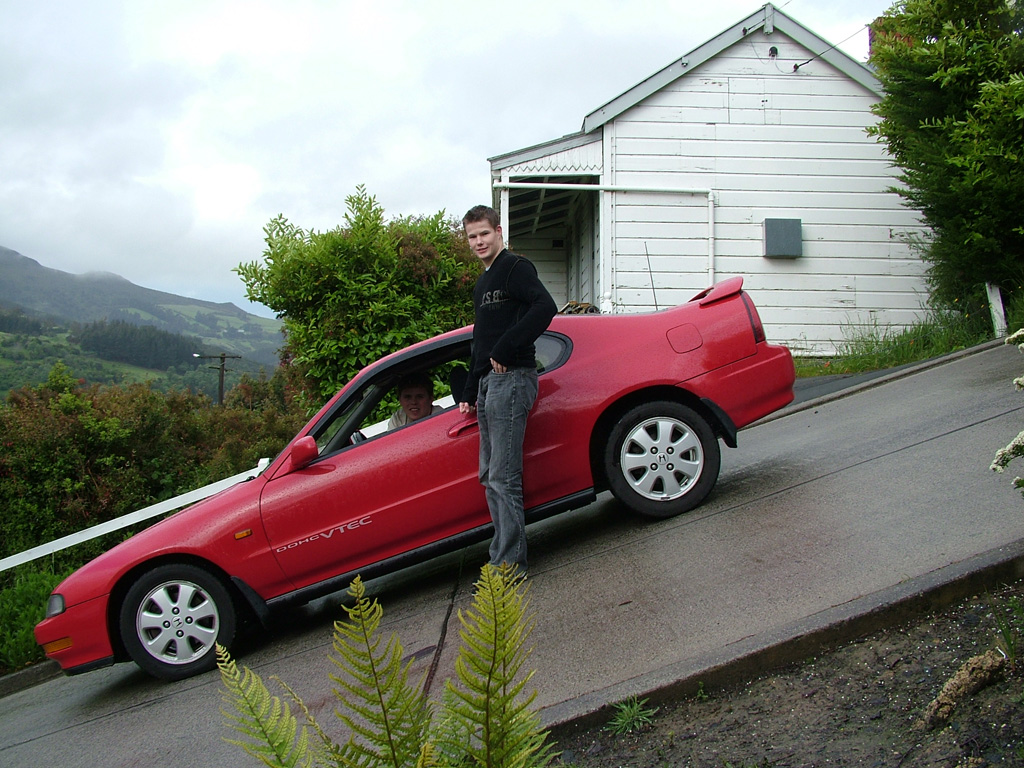
停車中の自動車

## 歴史

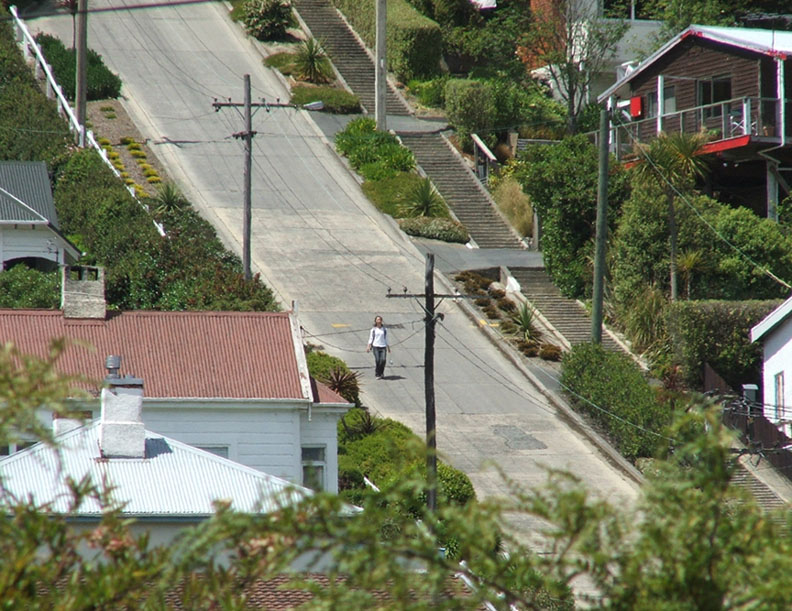
ボールドウィン・ストリートを下る旅行者

ニュージーランドの道路の多くは、実際の地形を考慮せず、地図上で格子状に引かれた。ボールドウィン・ストリートを含むダニーデンの多くの道路も多分に漏れず、19世紀後半にチャールズ・ケトル (Charles Kettle) によって設計された。
街路の名は、この土地を住宅地として分譲したウィリアム・ボールドウィン（William Baldwin）にちなんでいる。ウィリアム・ボールドウィンは、オタゴの州議会議員を務め、新聞社の創設者でもあった。
ボールドウィン・ストリートと平行に引かれた、1本北のアーノルド・ストリート（Arnold Street、1:3.6）、1本南のコルダー・アベニュー（Calder Avenue、1:5.4）、2本南のダルメニー・ストリート（Dalmeny Street、1:3.7）は、いずれも急勾配の道路である。

## 世界一急な街路

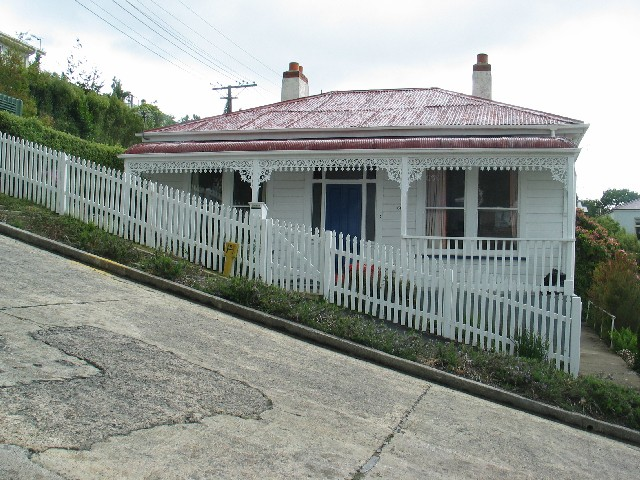
ボールドウィン・ストリート沿いの家

ギネスブックに最初に掲載されたとき、この道の傾斜のデータには重大な誤記があった。最大傾斜を 1:1.266 （79%、38°）としていたのである。あまりに異様な数値のためにボールドウィン・ストリートは有名になった。「1:2.66と記そうとして誤った」「38%と38°を誤った」などと諸説が取りざたされている。修正されたギネスブックの認定値は1:2.86（35%、19°）であるが、誤記が判明したのち、「世界一急な街路」の座をめぐるいくらかの論争も引き起こすことにもなった。2019年6月6日の計測の結果、ウェールズのフォルズ・ペン・スレフの勾配がボールドウィン・ストリートをしのぐ37.45%であることが確認され、同年7月16日にギネス世界記録が更新された。
これに対し、ボールドウィン・ストリートの代表者らはこの更新を不服として申し立て、道路の中心線を基準に精密な再計測が行われた結果、ボールドウィン・ストリートの勾配は34.8%、フォルズ・ペン・スレフの勾配は28.6%と認められ、2020年に「世界一急な街路」に返り咲きすることになった。
「急な街路」として知られるものには以下のようなものがある。
- 米国ピッツバーグのカントン・アベニュー (Canton Avenue) は最大勾配37%[6][7] 。最大勾配区間は6.5mほどである。
- 米国ロサンゼルス市内には32%を超える坂が3本ある。サンペドロの28番街の最大勾配は33.3%である[8]。
- 米国サンフランシスコのフィルバート・ストリート (Filbert Street (San Francisco)) と22番街の最大勾配は31.5%（17°）[9]。

## イベントと事件

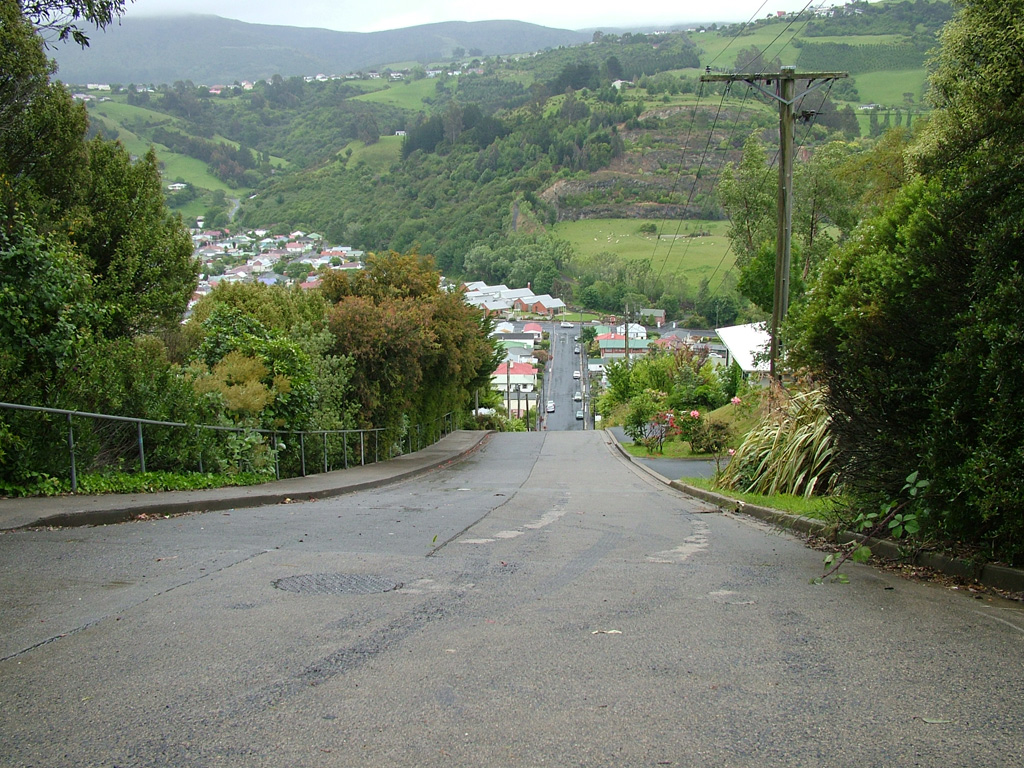
頂上から街路を見下ろす

この街路では毎年夏（通常2月）「ボールドウィン・ストリート・ガットバスター（Baldwin Street Gutbuster）」というイベントが開かれる。1998年からはじまったこのイベントは、麓から頂上まで駆け上がり再び麓まで駆け下りていくという、体力とバランスの試されるもので、毎年数百人が参加している。2008年時点での最高記録は、1998年に記録された1分56秒である。
2002年からは、さらにチャリティイベントが開かれるようになった。毎年7月に開かれるこのイベントではJaffaと呼ばれる丸いチョコレート菓子を3万個以上転がされる。菓子には一つに一人の出資者があり、集められた金は勝者への賞金と慈善事業の基金となる。このイベントは、1998年から行われていたチャリティを引き継いだものである。2000個のテニスボールを転がして集めた金を慈善団体に寄付するというものであった。
2010年1月2日にはニュージーランド在住でベテランのバイクスタントマン Ian Soanes がウィリー走行で坂を下った。バイクの一輪走行によるボールドウィン・アベニュー下りはこれが初とされる。
一方、スリルを求めての「遊び」や「悪ふざけ」から重大な事故も起きている。2001年3月には、車輪つきのゴミ箱 (Wheelie bin) に乗って坂を下ろうとした2人の学生が停車中のトレーラーに衝突、死傷している。2009年10月には、自動車に結びつけたクーラーボックスに入って坂を下ろうとした3人の男性が危険運転と無秩序行為の罪で起訴された。